# Außerordentliche Staatliche Kommission
Die Außerordentliche Staatliche Kommission (vollständig: Außerordentliche Staatliche Kommission für die Feststellung und Untersuchung der Gräueltaten der deutsch-faschistischen Aggressoren und ihrer Komplizen, und des Schadens, den sie den Bürgern, Kolchosen, öffentlichen Organisationen, staatlichen Betrieben und Einrichtungen der UdSSR zugefügt haben; russisch Чрезвычайная государственная комиссия по установлению и расследованию злодеяний немецко-фашистских захватчиков и их сообщников и причинённого ими ущерба гражданам, колхозам, общественным организациям, государственным предприятиям и учреждениям СССР – TschGK) war eine staatliche Kommission der UdSSR für die Untersuchung und Verurteilung der Verbrechen der deutschen Besatzungsbehörden und ihrer Verbündeten in den während des Deutsch-Sowjetischen Kriegs von 1941 bis 1944 besetzten Gebieten der UdSSR. Sie wurde am 2. November 1942 durch Erlass des Präsidiums des Obersten Sowjets gegründet.

## Aufgaben
Im Einzelnen hatte die Kommission folgende Aufgaben:
- den vollen Umfang der Verbrechen und materiellen Schäden erheben,
- die erhaltenen Informationen überprüfen, bearbeiten und für eine Publikation vorbereiten,
- die bereits angelaufenen Erhebungen bündeln,
- das Ausmaß einer möglichen Entschädigung und Wiedergutmachung für persönliches Leid festlegen,
- die Täter ausfindig machen und sie den Gerichten zur strengen Bestrafung überantworten.[1]

## Tätigkeit

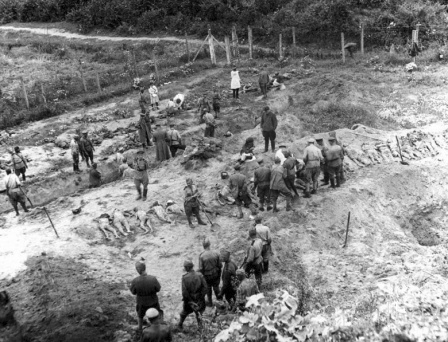
Untersuchung von Massengräbern beim Zwangsarbeitslager Lemberg-Janowska, 1944

Nach Angaben der TschGK beteiligten sich 32.000 Funktionäre an der Arbeit der Kommission und 7.000.000 Sowjetbürger beteiligten sich an der Sammlung und Erstellung von Dokumenten. Die Kommission sammelte 54.000 Erklärungen und protokollierte mehr als 250.000 Zeugenaussagen über NS-Verbrechen zusätzlich zu fast 4.000.000 Dokumenten über den verursachten Schaden. Im Auftrag der Kommission wurden Exhumierungen von Massengräbern der Opfer der deutschen Besatzer untersucht, die Gutachten wurden in Kriegsverbrecherprozesse eingebracht. Die Oberaufsicht über die Exhumierungen führte der Leiter des Wissenschaftlichen Forschungsinstituts für Gerichtsmedizin (NISM) beim Volkskommissariat für Gesundheitswesen der UdSSR, Wiktor Prosorowski, der 1946 auch beim Nürnberger Prozess gegen die Hauptkriegsverbrecher aussagte.
Die Kommission legte Hunderttausende von Dossiers zu Einzelpersonen an, die den sowjetischen Behörden zur Verfügung standen. „Volksfeinde“, worunter Deserteure der Roten Armee, Ostarbeiter und andere Personen, die im Dienst der deutschen Besatzungsmacht gestanden hatten, verstanden wurden, konnten so ausfindig gemacht und von NKWD, NKGB und Smersch verhaftet werden.
Die 32 Berichte der TschGK bis 1945 bildeten das Kernstück der sowjetischen Anklage in den Nürnberger Prozessen sowie den japanischen Kriegsverbrecherprozessen. Da bei den Prozessen in Nürnberg kein sowjetisches Redaktionsteam zur Verfügung stand, wurden sämtliche Berichte auf Englisch oder Deutsch veröffentlicht. Die Unterlagen der TschGK befinden sich heute im Staatlichen Archiv der Russischen Föderation. Zahlreiche Dokumente finden sich auch in den Archivfonds von Molotow und Wyschinski im Außenpolitischen Archiv der Russischen Föderation.
Die TschGK veröffentlichte ein Kommuniqué am 24. August 1944 unter der Überschrift „Finnland demaskiert“. Finnland habe die gesamte sowjetische Bevölkerung der besetzten Gebiete in Konzentrationslager überführt, denen 40 % der Insassen zum Opfer gefallen seien. Ähnliche Beschuldigungen wie gegen Finnland wurden am 22. Juni gegen Rumänien erhoben.
Als eine der schrecklichsten Untaten der „deutsch-faschistischen Eroberer“ wurde die Leningrader Blockade genannt, der mehr als eine Million Menschen zum Opfer fielen.
Der TschGK unterstand die Burdenko-Kommission, die Beweise für die deutsche Täterschaft beim Massaker von Katyn vorlegen sollte. Am 24. Januar 1944 wurde ein Kommuniqué unter der Überschrift „Die Wahrheit über Katyn. Bericht der Spezialkommission zur Feststellung und Untersuchung der Umstände der Erschießung der Kriegsgefangenen polnischen Offiziere durch die deutsch-faschistischen Eindringlinge im Wald von Katyn“ veröffentlicht. Das umfangreiche Dokument behauptete „mit unwiderlegbarer Klarheit“, die „Deutsch-Faschisten“ hätten die Polen erschossen.

## Führung
Vorsitzender der Kommission wurde Nikolai Michailowitsch Schwernik (1888–1970), der Vorsitzende des sowjetischen Rats der Gewerkschaften seit 1930.
Der TschGK gehörten weiterhin an:
- Andrei Alexandrowitsch Schdanow (1896–1948), Leiter der Leningrader Parteiorganisation und Sekretär des Zentralkomitees
- Nikolai (Metropolit) (1892–1961), der Metropolit der Russisch-Orthodoxen Kirche von Kiew und Galizien Nikolai
- Walentina Stepanowna Grisodubowa (1909–1993), Fliegerin
- Jewgeni Wiktorowitsch Tarle (1874–1955), Historiker
- Boris Jewgeniwitsch Wedenjew (1884–1946), Spezialist für Hydrotechnologie
- Nikolai Nilowitsch Burdenko (1876–1946), Arzt und Vorsitzender der Spezialkommission zur Untersuchung des Massakers von Katyn
- Trofim Denissowitsch Lyssenko (1898–1976), Biologe
- Alexei Nikolajewitsch Tolstoi (1883–1945), Schriftsteller
- Ilja Pawlowitsch Trainin (1887–1949), Jurist und Völkerrechtler

## Bewertung der Quellen
Der Historiker Dieter Pohl warnt vor einem ausschließlichen Rückgriff auf die Materialien der Außerordentlichen Staatlichen Kommission, deren eigene Geschichte bisher noch nicht genau untersucht wurde. So sei „der Einfluss regionaler KP-Organisationen und der Geheimpolizei, die eng mit der Staatskommission verflochten waren, auf die Untersuchungsergebnisse nicht genau abzuschätzen“. Auffällig seien „die bisweilen relativ pauschalen Schätzungen zu Opferzahlen, überhaupt ein starr vorgegebenes Untersuchungsschema“. 
Als bedauerlich bewertet Dieter Pohl den frühzeitigen, allem Anschein nach politisch bedingten Abbruch der Ermittlungen zumeist schon im Jahre 1945. Das umfangreiche Material der Staatskommission, das gelegentlich auch erbeutete deutsche Dokumente enthält, schätzt Pohl dennoch als wichtig ein. Eine trübere Quelle stellten die zahllosen sowjetischen Broschüren dar, die sich gegen ehemalige Kollaborateure richten.